# KVK Svelta Melsele
KVK Svelta Melsele is een Belgische voetbalclub uit Melsele, een deelgemeente van Beveren. De club is aangesloten bij de KBVB met stamnummer 3541 en heeft blauw en wit als kleuren. De damesploeg van Svelta speelt in de Tweede Klasse, de mannenploeg speelt in de 3e amateur.

## Geschiedenis
De club werd opgericht in augustus 1940 na een fusie van twee kleinere clubs en sloot wat later aan bij de Belgische Voetbalbond. De naam Svelta werd gekozen omwille van het gelijknamige sigarenmerk dat medestichter Louis Van Goey rookte. Leon Eeckelaert was een andere belangrijke drijvende kracht achter de nieuwe club.
Svelta Melsele speelde tot midden de jaren tachtig hoofdzakelijk in Tweede en Derde Provinciale. In 1985 bereikte de club voor het eerst de hoogste provinciale afdeling. Na degradatie in 1987, werd men in 1988 kampioen in Tweede Provinciale onder leiding van trainer Heinz Schönberger, ex-speler van KSK Beveren. Daarna zouden deelnames aan Eerste en Tweede Provinciale volgen.
In 2010 zou de club Tweede Provinciale verlaten. Svelta haalde daarna een paar keer de provinciale eindronde voor promotie naar Vierde Klasse. In 2011/12 verloor men echter de finale tegen KE Appelterre-Eichem. In 2012/13 haalde Melsele weer de eindronde, maar werd in de eerste ronde uitgeschakeld door KFC Merelbeke.In het seizoen 2016-2017 werd Svelta kampioen met 15 punten voorsprong en steeg voor de eerste maal in de clubgeschiedenis naar Nationale. Na twee seizoenen in de bovenste helft van de klassering, moest Svelta in 2019-2020 knokken tegen de degradatie in Derde Amateur.
De damesploeg van Svelta Melsele wist zich na het seizoen 2013/14 als eerste ploeg van de club te plaatsen voor de nationale afdelingen. Ze werd meteen kampioen in Derde klasse en promoveerde bijna drie keer op rij door een tweede plaats in het eerste jaar in Tweede klasse. In de barragewedstrijden om promotie naar eerste/degradatie naar tweede klasse was Anderlecht B echter te sterk.
In 2011 schreef Svelta ook een B-elftal in de officiële competities in. Men werd onmiddellijk kampioen in Derde Provinciale en speelt intussen acht seizoenen in deze reeks.

## Resultaten

### Erelijst Vrouwen
- Tweede klasse (1x): 2017
- Derde klasse (1x): 2015
- Provinciaal kampioen Oost-Vlaanderen (1x): 2014

### Seizoenen A-ploeg Vrouwen
| Seizoen | Reeks              | Niveau | Plaats | Punten | Beker        | Opmerkingen                          |
| ------- | ------------------ | ------ | ------ | ------ | ------------ | ------------------------------------ |
| 2013/14 | Eerste provinciale | 5      | 1      | ?      | -            |                                      |
| 2014/15 | Derde klasse A     | 4      | 1      | 69     | Vierde ronde |                                      |
| 2015/16 | Tweede klasse      | 3      | 2      | 48     | ?            |                                      |
| 2016/17 | Tweede klasse A    | 3      | 1      | 70     | Derde ronde  |                                      |
| 2017/18 | Eerste klasse      | 2      | 12     | 26     | Derde ronde  |                                      |
| 2018/19 | Eerste klasse      | 2      | 14     | 19     | 1/4 Finale   |                                      |
| 2019/20 | Tweede klasse A    | 3      | 5      | 36     | Vierde ronde |                                      |
| 2020/21 | Tweede klasse A    | 3      | -      | -      | -            | Competitie geschrapt wegens Covid-19 |
| 2021/22 | Tweede klasse A    | 3      | 5      | 47     | Derde ronde  |                                      |
| 2022/23 | Tweede klasse A    | 3      | 4      | 46     | Vierde ronde |                                      |
| 2023/24 | Interprovinciale A | 3      | 5      | 47     | 1/16e Finale |                                      |
| 2024/25 | Interprovinciale B | 3      | 3      | 46     | Vierde ronde |                                      |
| 2025/26 | Interprovinciale B | 3      |        |        |              |                                      |

### Resultaten Mannen
| Seizoen | Klasse | Klasse | Klasse | Klasse | Klasse | Klasse | Klasse | Klasse | Klasse | Reeks                                                    | Punten                                                   | Opmerkingen                                              |
|         | 1A     | 1B     | 1Nat   | 2Afd   | 3Afd   | P.I    | P.II   | P.III  | P.IV   | Vanaf 2016-17 zijn er 3 nationale en 2 regionale niveaus | Vanaf 2016-17 zijn er 3 nationale en 2 regionale niveaus | Vanaf 2016-17 zijn er 3 nationale en 2 regionale niveaus |
| ------- | ------ | ------ | ------ | ------ | ------ | ------ | ------ | ------ | ------ | -------------------------------------------------------- | -------------------------------------------------------- | -------------------------------------------------------- |
| 2016/17 |        |        |        |        |        | 1      |        |        |        | Eerste prov. O-Vl.                                       | 68                                                       |                                                          |
| 2017/18 |        |        |        |        | 7      |        |        |        |        | Derde klasse amateurs VV A                               | 43                                                       |                                                          |
| 2018/19 |        |        |        |        | 9      |        |        |        |        | Derde klasse amateurs VV A                               | 41                                                       |                                                          |
| 2019/20 |        |        |        |        | 14     |        |        |        |        | Derde klasse amateurs VV A                               | 24                                                       | Competitie afgerond na speeldag 25 door COVID-19.        |
| 2020/21 |        |        |        |        | -      |        |        |        |        | Derde Afdeling VV A                                      | -                                                        | competitie geschrapt door COVID-19.                      |
| 2021/22 |        |        |        |        | 14     |        |        |        |        | Derde Afdeling VV A                                      | 27                                                       | Degradatie                                               |
| 2022/23 |        |        |        |        |        | 7      |        |        |        | Eerste prov. O-Vl.                                       | 44                                                       |                                                          |
| 2023/24 |        |        |        |        |        | 11     |        |        |        | Eerste prov. O-Vl.                                       | 37                                                       |                                                          |
| 2024/25 |        |        |        |        |        | 14     |        |        |        | Eerste prov. O-Vl.                                       | 20                                                       |                                                          |
| 2025/26 |        |        |        |        |        |        |        |        |        | Tweede prov. O-Vl. C                                     |                                                          |                                                          |